# Famille Boullier
Pour les articles homonymes, voir Boullier.
La famille Boullier est une famille subsistante originaire d'Ernée. Certains de ses membres furent sieur de La Touche de la Bazouge-des-Alleux au XVIIIe siècle.

## Filiation
- François Boullier de la Touche (1678-1736). Administrateur de l'Hôtel Dieu d'Ernée en 1736.
  - François Boullier de la Touche, procureur fiscal, né en 1723, procureur fiscal au siège d'Ernée en 1748, il est maire d'Ernée en 1754.
    - François-Jean-Baptiste Boullier (1755-1806), fils du précédent, licencié en droit de la faculté de Rennes, fut aussi procureur fiscal à Ernée (1780). Il est qualifié officier commensal du roi et épouse, en 1785, à Laval, Marie-Ambroise Duchemin, sœur de Jacques-Ambroise Duchemin de Villiers, fille de Jacques Duchemin de Villiers et d'Arthémise-Catherine Touchard de Sainte-Plaine. Les lettres qu'il écrivit à la famille de sa femme pour rendre compte des événements révolutionnaires à Ernée contiennent des détails curieux et des appréhensions qui se réalisèrent. Il vint s'établir à Laval en 1792.
      - Eugène Boullier, fils du précédent, est né à Ernée en 1786. Il s'enrôla à la fin des Cent-Jours sous les ordres de Louis d'Andigné et fit partie, avec le grade de capitaine, du détachement qui, le 10 juillet, vint sommer la ville de Sainte-Suzanne de se rendre. Ce fut lui qui eut le commandement de la place et qui désarma les habitants. Il entra depuis dans l'administration municipale de Laval et donna sa démission d'adjoint le 24 novembre 1829. Il a collaboré, avec MM. Sosthène Duclaux et Hippolyte Le Tissier (bibliothécaire de Laval), au Catalogue des plantes qui croissent spontanément dans le département de la Mayenne (Laval, 1838, in-12), réédité la même année en format in-8  ; et à la formation de l'herbier déposé au musée des Sciences de Laval. Il se donna aussi à la géologie. Il écrit en 1826 l'une des premières espèces signalées dans la riche faune dévonienne de la région de Laval[1]
        - Eugène Boullier, fils du précédent, il fit, en 1853, le pèlerinage de Terre-Sainte au cours duquel il adressa à un correspondant réel, du 21 août au mois de décembre 1853, des lettres publiées d'abord en partie dans l'Indépendant, depuis le 8 janvier 1854, et réunies ensuite en un volume intitulé : Lettres d'un pèlerin de Jérusalem, Journal d'un voyage en Orient (Laval, Godbert, 1854, in-8). L'auteur se tua, cette même année 1854, en tombant de cheval.

      - Isidore Boullier (1791-1844), frère du précédent, juriste, ecclésiastique et historien français.

    - Joseph-Claude-René Boullier de Branche (1760-1812), fils de François Boullier de la Touche.
      - Joseph-François Boullier de Branche (1786-1839), fils du précédent.
        - Descendance subsistante au XXIe siècle

  - René Boullier.
    - François Boullier de la Touche, fils du précédent, procureur fiscal, 1745, maire, 1754, époux de Marie Guyard, dont la sœur avait épousé Pierre Boullier, était mort en 1790.
      - Jean-François Boullier, fils du précédent, avocat à Ernée, notable, 4 février 1790, électeur pour le canton, 28 juin suivant, alla demeurer à Laval et s'occupa activement en 1820 de la réorganisation du culte religieux.